# The Last Command
The Last Command – album amerykańskiego zespołu heavymetalowego W.A.S.P., który został wydany 9 listopada 1985 roku.

## Lista utworów
1. Wild Child (Lawless/Holmes) – 5:12
2. Ballcrusher (Lawless/Holmes) – 3:27
3. Fistful of Diamonds – 4:13
4. Jack Action (Lawless/Riley) – 4:16
5. Widowmaker – 5:17
6. Blind In Texas – 4:21
7. Cries in the Night – 3:41
8. The Last Command – 4:10
9. Running Wild in the Streets (Lawless/Proffer) – 3:30
10. Sex Drive (Lawless/Holmes) – 3:12

## Wykonawcy
- Blackie Lawless – śpiew, gitara basowa
- Chris Holmes – gitara elektryczna
- Randy Piper – gitara elektryczna
- Steve Riley – perkusja